# Juvik (Askøy)
Juvik este o localitate din comuna Askøy, provincia Hordaland, Norvegia.